# Hot Wheels: AcceleRacers - The Ultimate Race
Hot Wheels: AcceleRacers - The Ultimate Race (no Brasil, Hot Wheels: AcceleRacers - A Corrida Final) é um filme de animação americano produzido pela empresa canadense Mainframe Entertainment e distribuído pela Warner Bros. Television, sendo o último da série Hot Wheels: AcceleRacers, composta por quatro longas. Lançado na televisão, The Ultimate Race foi exibido originalmente pelo Cartoon Network no dia 1 de outubro de 2005. Sua trama continua diretamente os acontecimentos de Hot Wheels: AcceleRacers - Breaking Point e os seis pequenos episódios seguintes, os quais foram disponibilizados no website oficial do Cartoon Network após a exibição do terceiro filme.
Em 28 de novembro de 2006, The Ultimate Race foi lançado em DVD pela Warner Home Video, e ao contrário dos dois primeiros longas, não recebeu uma versão em VHS.

## Enredo
Disposto a invadir o Quartel General dos Racing Drones para salvar seu irmão Wylde, Kurt convence os pilotos das equipes rivais Teku e Metal Maniacs a se unirem. Alegando ainda estar com dores na perna, Vert entretanto decide ficar no Acceledrome. Em seguida, o Reino Cósmico se inicia, assim como o plano de Kurt, organizado sem que o Dr. Tezla, Gig e Lani saibam. Enquanto isso, os Racing Drones se preparam para ocupar o Acceledrome, graças a informações obtidas de Wylde, sob tortura. Posteriormente, os Silencerz vencem o Reino Cósmico e conquistam o último AcceleCharger, ao mesmo tempo em que os pilotos das duas equipes tomam posse de um Sweeper e adentram ao Quartel General dos Drones. Após Lani encontrar um Silencer junto dos AcceleChargers, Gig a explica que ele e o Dr. Tezla trabalhavam para os Silencerz, mas que o cientista roubou a tecnologia da equipe, lhe reconfigurou, e iniciou seu próprio projeto. Depois, Gelorum e centenas de Racing Drones atacam o Acceledrome, roubando todos os AcceleChargers obtidos pelos pilotos. Em posse de todos estes sobrenaturais cartões de energia, Gelorum assim evoca a "Corrida Final", o último teste para chegar ao mundo dos Accelerons, visando deste modo destruí-los. No entanto, Vert acaba conseguindo seguir a androide, disputando com ela a derradeira corrida. Subsequentemente, Kurt encontra Wylde preso em um setor do Quartel General dos Racing Drones, tendo de derrotar em seguida o ciborgue Kadeem. Após a vitória de Kurt, os pilotos utilizam o R.E.P. para voltar ao Acceledrome, onde deparam-se porém com os Racing Drones. Mais tarde, Vert vence Gelorum e dispõe da chance de se tornar um Acceleron e adentrar ao seu mundo, mas recusa tal oportunidade para voltar ao Acceledrome e salvar seus companheiros, escapando depois de lá após todos os outros. Os Racing Drones no Acceledrome são então destruídos, e Vert acaba entrando no Quartel General dos Silencerz, onde descobre que seu pai é um deles.